# Tubize-Typ 14
Die Tubize-Typ 14 war eine dreifach gekuppelte Tenderlokomotive. Vermutlich wurden nur vier Exemplare der Dampflokomotive von der Société Génerale d’Exploitation des Chemins de Fer in Tubize gebaut.

## Geschichte
Die Nassdampflokomotivbaureihe entstammte einer Serie von unterschiedlichen Baureihen, die standardisiert für zahlreiche Bahngesellschaften gebaut wurden. 1875 erhielt die Chemins de fer Prince Henri vier Maschinen, die als Baureihe B mit den Nummern 21 bis 24 eingeordnet wurden. Die Lokomotiven wurden 1878 von der Société Anonyme des chemins de fer et minières Prince Henri übernommen.
Eingesetzt wurden die Dampflokomotiven zunächst vor allem auf den Bahnstrecken Ettelbrück–Wasserbillig und Kautenbach–Bastogne, später dann auf der Petingen–Lamadelaine.
Ein Fahrzeug wurde 1908 verkauft, die restlichen drei 1925 außer Dienst gestellt.